# Gau-Algesheim

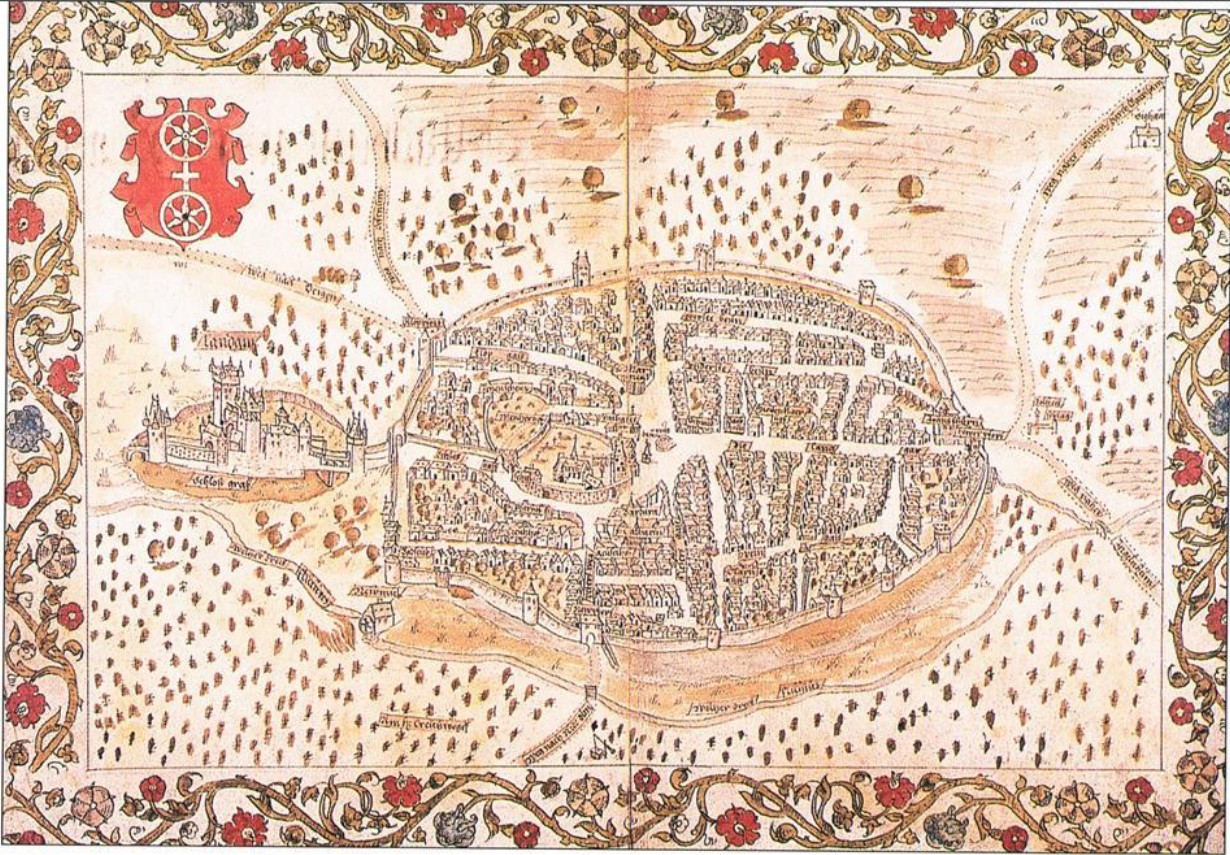
Plan von Gau-Algesheim Algesheim in Grund gelegt von Gottfried Mascop

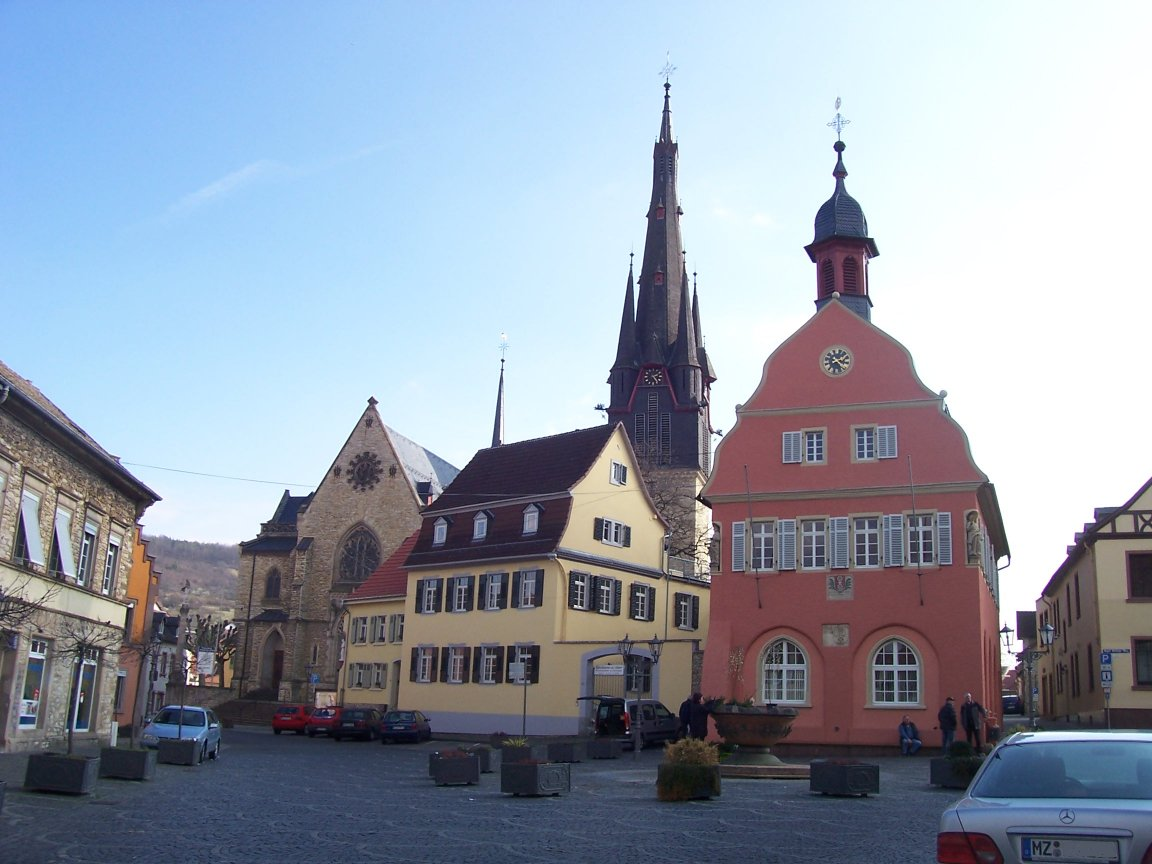
Marktplatz mit Rathaus; im Hintergrund Kirche St. Cosmas und Damian

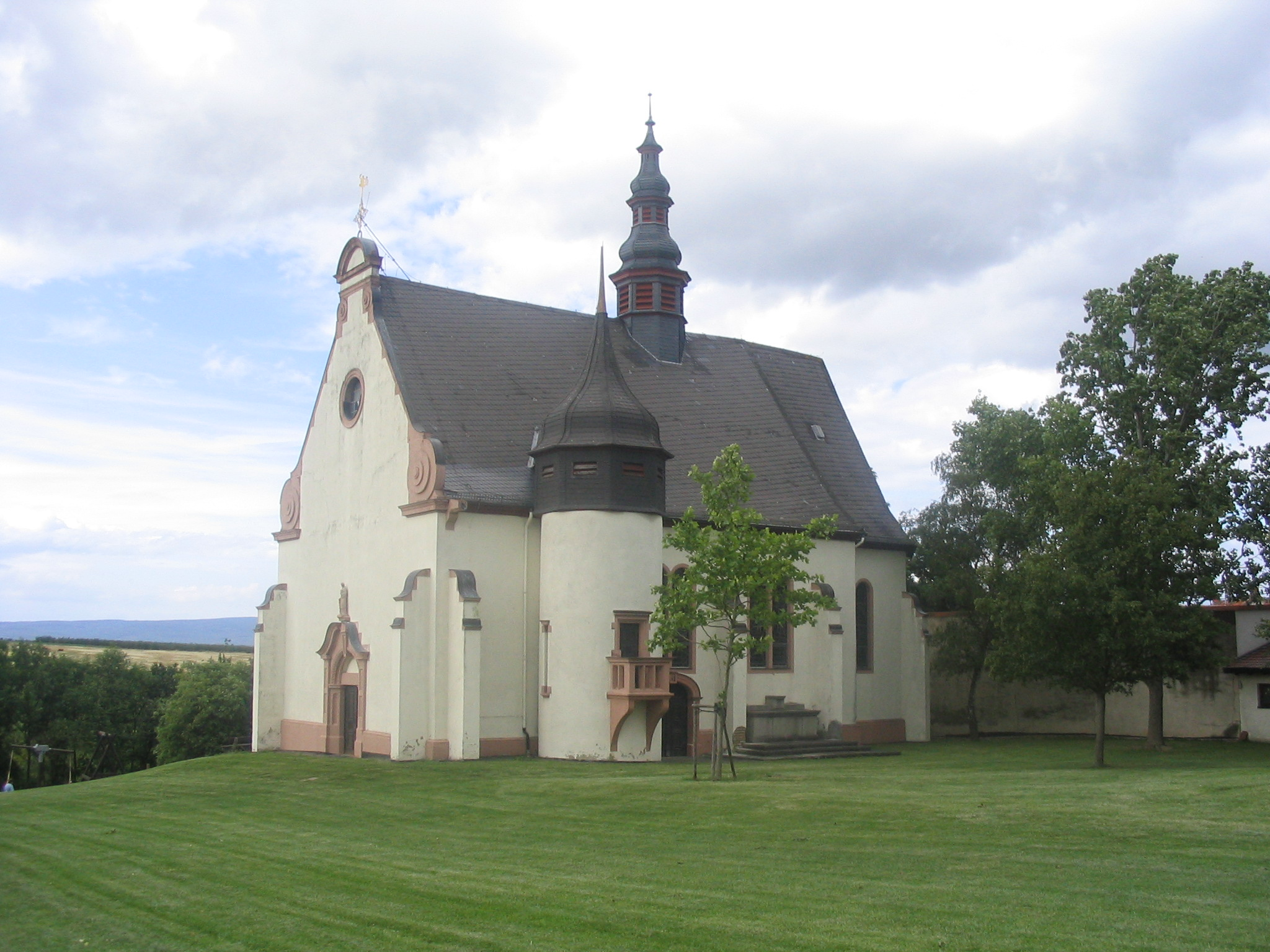
Kirche auf dem Laurenziberg

Gau-Algesheim ist eine Stadt im Landkreis Mainz-Bingen in Rheinland-Pfalz. Sie ist Verwaltungssitz der gleichnamigen Verbandsgemeinde, der sie auch angehört. Gau-Algesheim ist gemäß Landesplanung als Grundzentrum ausgewiesen.

## Geographie

### Geographische Lage
Gau-Algesheim liegt knapp drei Kilometer vom Rhein entfernt am Rande der Mainz-Ingelheimer Rheinebene auf den Terrassen zum Rheinhessischen Westplateau, in dessen vielgestaltige Bodenstruktur der „Geoökologische Lehrpfad“ am Hang des Westerbergs einen Einblick ermöglicht. An der Ostgrenze der Stadt, 240 Meter über NHN, liegt das 1980 eingerichtete Naturschutzgebiet Gau-Algesheimer Kopf. Durch das Stadtgebiet fließt der Welzbach. Die rheinland-pfälzische Landeshauptstadt Mainz liegt etwa 15 Kilometer östlich von Gau-Algesheim.

### Nachbargemeinden
Folgende Städte und Gemeinden grenzen an Gau-Algesheim, sie werden im Uhrzeigersinn beginnend im Norden genannt: Ingelheim am Rhein, Appenheim, Ockenheim und Bingen.

### Stadtgliederung
Gau-Algesheim besteht aus zwei Stadtteilen:
- Gau-Algesheim und
- Laurenziberg, ein 240 m hoch gelegener Weiler mit ca. 200 Einwohnern und der Laurenzikirche, ca. 4 km vom Stadtzentrum entfernt.

## Geschichte

### Vor- und Frühgeschichte
Unter den archäologischen Funden aus der Gemarkung von Gau-Algesheim sind mehrere Perioden der Vorgeschichte vertreten. Die Fundstellen und Fundumstände sind unterschiedlich und über die Gemarkung verteilt. Beispielsweise wird beim Pflügen in der „Baummuhl“ ein Depotfund von Steingeräten freigelegt, beim Bäumepflanzen im „Trappenschießer“ eine Grabanlage der Urnenfelderkultur gefunden und bei Bauarbeiten in der Ockenheimer Straße ein breites Spektrum am Gegenständen und Anlagen aus der La-Tène-Zeit entdeckt.
Die ersten frühgeschichtlichen Funde aus der römischen Zeit werden 1947 im Gemarkungsteil „Berger Hall“ dokumentiert; später bestätigt die Luftbildarchäologie eine Villa rustica im Eckelsbachtal zwischen Gau-Algesheim und dem Laurenziberg.
Vor seiner ersten urkundlichen Erwähnung im Lorscher Codex im Jahr 766  mag es das fränkisch-merowingische Alagastesheim schon über zwei Jahrhunderte gegeben haben. Die Zeugnisse über Alagastesheim und Bergen (Laurenziberg) in den Güterlisten der Klöster Lorsch und Fulda seit 766/67 erlauben Rückschlüsse auf Ackerbau, Viehzucht, Wein- und Obstbau sowie den Wohlstand einzelner Bewohner.

### Mittelalter und Frühe Neuzeit
In der Römerzeit noch Grenzland hat sich die Region bereits im Mittelalter zu einem Kernland des Heiligen Römischen Reiches entwickelt.
Sichtbar in die Geschichte tritt Gau-Algesheim mit den anderen Orten des Binger Landes am 14. Juni 983, als Kaiser Otto II. in Verona seinem Mainzer Erzkanzler Willigis die Stadt Bingen und die Landschaft schenkt, die sich diesseits des Rheines von der Brücke über die Selzbach erstreckt bis nach Heimbach, jenseits des Rheines aber von der Stelle, wo das Elzbächlein in denselben fließt, bis zu dem Dörflein Caub.
Dass es sich „unter dem Krummstab gut leben“ lässt, hat nicht für alle Zeiten gegolten, oft überziehen die eigenen und fremden Heere die Stadt mit den Lasten und Verwüstungen des Krieges, z. B. 1248 während der Kämpfe zwischen den Truppen Kaiser Friedrichs II. und König Wilhelms von Holland, 1553 im Krieg der protestantischen Fürstenopposition gegen Kaiser Karl V., 1631, als die Truppen des schwedischen Königs Gustav Adolf die Stadt zu einem großen Teil niederbrennen, oder 1690 (Pfälzischer Erbfolgekrieg), 1733–35 (Polnischer Thronfolgekrieg) und 1792 (Erster Koalitionskrieg).

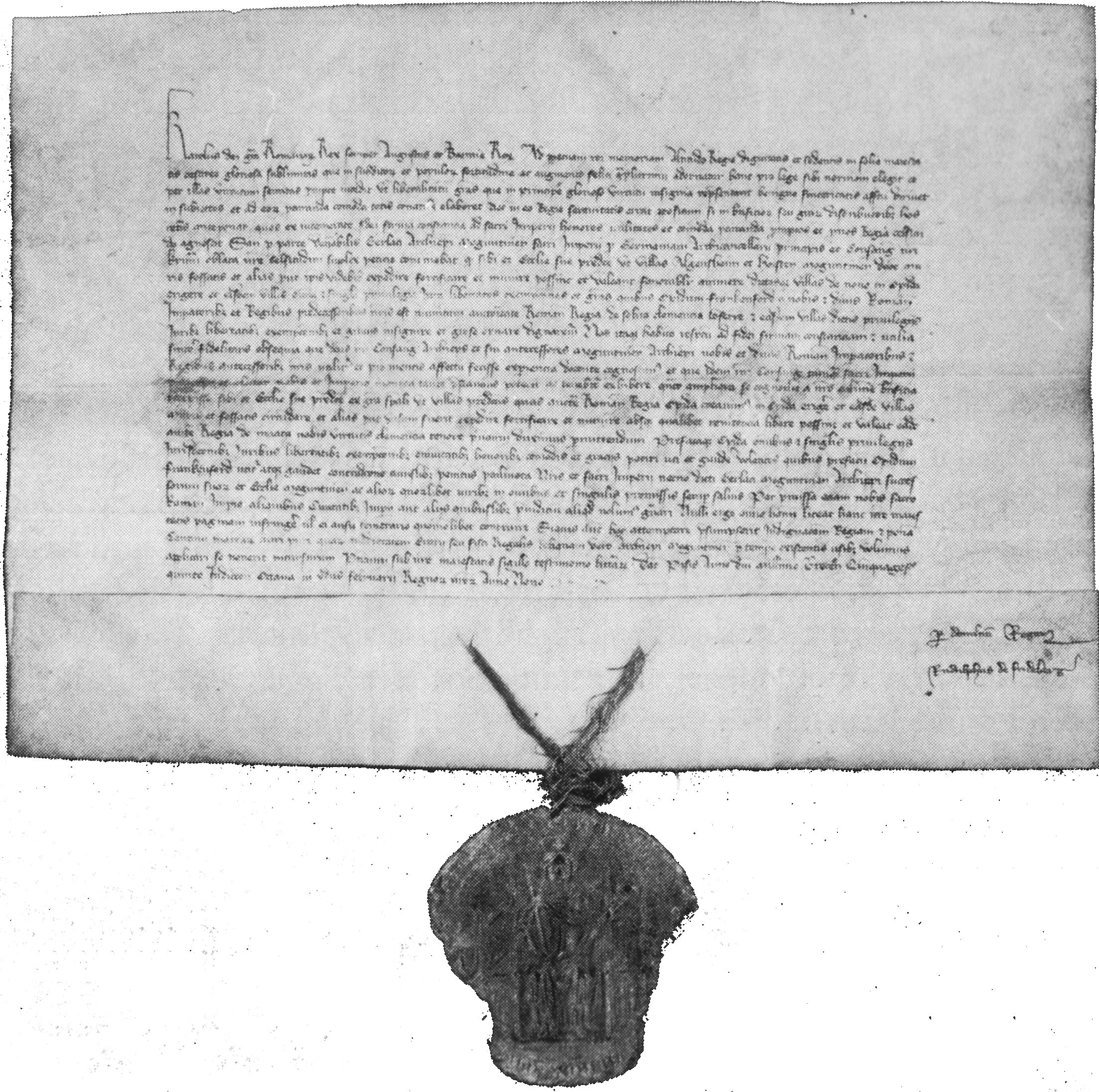
Stadtrechtsurkunde vom 11. Februar 1355 für die Dörfer Algensheim und Hoisten (Höchst am Main)

Auch die beiden Stadtrechtsverleihungen, am 23. August 1332 in Nürnberg auf Bitten des Mainzer Kurfürsten Balduin von Luxemburg durch Kaiser Ludwig den Bayern sowie am 11. Februar 1355 in Pisa durch König Karl IV. zu Gunsten des Mainzer Erzbischofs Gerlach von Nassau, sind primär politisch-militärisch motiviert und sollen erst in zweiter Linie die Sicherheit und den Wohlstand der Stadtbewohner befördern. Dennoch lassen gerade die Entstehung eines Wochenmarktes und eines Weinmarktes sowie die Existenz einer stattlichen Zahl von Handwerkern und Kaufleuten erkennen, dass städtisches Leben Angebot und Nachfrage für regelmäßige Märkte schafft. Zugleich weisen die zahlreichen Gültverschreibungen und die Erwähnung einer Judensteuer auf einen recht großen Bargeldbedarf und Geschäftsverkehr hin. Schließlich steht über 400 Jahre, von der zweiten Hälfte des 14. Jahrhunderts bis zum Ende des Alten Reiches, das Amt Algesheim unter dem Regiment von Amtmännern, Landschreibern, Amtskellern und Schultheißen des Mainzer Territorialherrn.
Unter finanziellem Druck wird Gau-Algesheim an den badischen Markgrafen verpfändet. Dieser verpfändet es 1461, und 1466 auch die Dörfer Dromersheim, Gau-Bickelheim, Ockenheim, Windesheim, Kempten, Münster und Büdesheim an den finanzstarken Grafen Philipp von Katzenelnbogen-Diez weiter. Unter ihm wird der Begriff „Wein vom Gau“ geprägt. Da Philipp 1479 ohne männlichen Nachkommen stirbt, gerät Gau-Algesheim in den katzenelnbogener Erbfolgestreit.
Den Gestaltungswillen der landesherrlichen Macht, schon in der in einem Gerichtsurteil festgelegten Gemeindeordnung vom 15. Juli 1417 herausgestellt, bekommt Gau-Algesheim schmerzlich zu spüren, als Kurfürst Albrecht von Brandenburg in der Landesordnung vom 3. Januar 1527 den Bestrebungen nach städtischer Selbstverwaltung wegen der Teilnahme des Ortes am Rheingauer Bauernkrieg (Rheingauer Empörung) vom 1525 ein Ende bereitet und unser stadt Algeßheym von unserm landt dem Ringgaw loslöst und auf Dauer abgetrennt lässt. Eine Rheinlaufkarte aus dem Jahre 1573 zeigt Algesheim als befestigte Stadt. Daneben vermitteln Stadtansicht, Gemarkungsplan und Dorfbeschreibung aus dem Atlas des Kartographen Gottfried Mascop von 1577, die Dorfbeschreibungen von 1590 und 1668 sowie die Polizeiordnung von 1595 Eindrücke davon, in welchem Maße und in welchen Grenzen der administrativen Strukturen sich das gesellschaftliche und wirtschaftliche Leben sowie Selbstbewusstsein und Eigensinn der Bewohner des kleinen Ackerbürgerstädtchens entwickeln.
1560 taucht in einem Vertrag „zwuschen dem land des Ringgaues und denen vonn Algeßheym des zu zeit uberfrornen Rheinß beholtzens halben“ erstmals der Name „Gaue Algeßheym“ auf.
Der Mainzer Weihbischof Adolph Gottfried Volusius weiht 1677 die wiederhergestellte Kirche den Märtyrern St. Cosmas und Damian.
Ein Protokollbuch enthält die Niederschriften über die von 1701 bis 1733 in Gau-Algesheim gerichtlich geregelten Erbangelegenheiten. Im Einzelnen finden sich die Namen der Mitglieder des Gerichts und der Gerichtsschreiber sowie der Erben und Erblasser, wer mit wem verheiratet war und welche Kinder zu wem gehörten und wie die Verwandtschaftsbeziehungen waren. Detailliert aufgeführt sind alle Vermögenswerte, etwa die vorhandene Barschaft, bestehende Forderungen und Schulden, beim Hausrat etwa die Anzahl von Kissenbezügen und Betttüchern, von Mützen und Mänteln, von Bechern und Tellern aus Ton und aus Zinn, alle Möbel und noch vieles mehr. Die Lage der Wohnhäuser ist beschrieben, zum Teil mit Straßennamen, der gesamte Grundbesitz, unterteilt nach Äckern, Weingärten, Wiesen und Wald, einschließlich der jeweiligen Gemarkungsbezeichnungen.
Im letzten Drittel des 18. Jahrhunderts verbinden sich mit der Verehrung einer Marienstatue in einem Heiligenhäuschen am Heuertor Nachrichten und Gerüchte von heilsamen Wirkungen bei Menschen, die unter mancherlei Gebrechen litten oder gelitten hatten. Die Mainzer Erzbischöfe und Kurfürsten dieser Zeit schwanken angesichts einschneidender gesellschaftlicher Veränderungen (1776, 1789) zwischen Reaktion und ausgeklärtem Absolutismus, der schließlich auch eine Kirchenreform und neue „Policey“-Gesetze anstößt. Diese zielen z. B. auf die Abschaffung überkommener Zeremonien, die Einschränkung von Prozessionen und Wallfahrten („religionspoliceyliche Regulierung“), die Abschaffung von Feiertagen oder die Einführung eines neuen Gesangbuches.
Im Auftrag der erzbischöflichen Behörde untersucht 1788 der Mainzer Theologieprofessor Felix Anton Blau, später einer der führenden Köpfe der Mainzer Republik von 1793, in seiner Schrift „Uiber die Bilderverehrung mit Rücksicht auf das angebliche neue Algesheimer Wunderbild“ die „vorgeblichen Wunder“. Nach Blau bestehen Religion oder Gottesdienst „aus zwey Stücken 1. aus der Erkenntnis Gottes und seiner Vollkommenheiten, 2. aus daher entspringenden Empfindungen und Handlungen. Diese zwey Stücke, Kenntnisse im Verstande, Empfindungen im Willen, woraus Thaten erfolgen, müßen nothwendig beysammen sein.“ Blau schließt seine Überprüfung mit dem Resümee: „Aus allem dem erhellet nun, daß man noch kein wahres Wunder, daß sich bey dem Bilde zu Algesheim zugetragen hätte, aufweisen könne, und wie man sich hüten müße, um nicht von den gemeinen Rufe, der selten prüft, meistens aber die Dinge vergrößert, irre geführt zu werden. (…) Das Bild selbst ist also kein Mirakelbild - wäre es auch das, so wissen wir nun, wie wir unsere Verehrung nach Grundsätzen der gesunden Vernunft und unsrer Religion einrichten sollen.“

### Französische Revolution und 19. Jahrhundert
Von 1798 bis 1814 gehört Gau-Algesheim im Kanton Oberingelheim mit dem gesamten linksrheinischen Gebiet zur Französischen Republik (1798–1804) bzw. zum napoleonischen Kaiserreich (1804–1814). In der Person des Wissenschaftlers, Ingenieurs und Offiziers Rudolf Eickemeyer, der 1811–1813 und 1814/1815 als Maire und von 1815 bis 1822 als Bürgermeister an der Spitze der Stadt steht, gewinnt Gau-Algesheim eine personelle Kontinuität von der französischen zur hessischen Zeit. Eickemeyer gibt durch die Neuordnung des Brandschutzes, die Sanierung der Finanzen, die bauliche Erweiterung der Stadt sowie durch die Förderung des Schulwesens und der Landwirtschaft dem Gemeinwesen eine moderne Gestalt. 2011 erhielt der Park am „Alten Friedhof“ den Namen „Eickemeyer-Park“.
Ihren Ausdruck findet die wachsende Bedeutung der Stadt in der Einrichtung eines Notariats (1809), im Bau der Ludwigsbahn (Mainz-Bingen) mit Bahnhof (1859), der Errichtung einer Postablage (1861), aus der sich Postexpedition und Postamt entwickeln, sowie in den ersten Fabriken von Georg Presser (1862) und den Gebrüdern Avenarius (1869).
Republikanische, grundsätzlich ein paternalistisches Gottesgnadentum in Frage stellende gesellschaftspolitische Überzeugungen haben nach 1815 dauerhaft keine Wurzeln geschlagen. Dennoch finden sich in Zeugnissen von Auswanderern und Flüchtlingen, deren Verwandte und Vorfahren aus Gau-Algesheim stammten, zahlreiche Beispiele demokratisch-republikanischer Vorstellungen.
In einem Brief vom 27. Februar 1849 schreibt Jacob Hessel aus Manitowoc/Wisconsin an seine deutschen Verwandten, die ihn nach seinem Wissen von der Revolution in Europa gefragt hatten:

„Ich und wir alle freuen uns immer noch, das eine irdische Jammerthal verlassen zu haben, in welchem so viel hohläugige Räuber zu viel Gewalt und Geld haben (…) und so Armut und Hunger allmählich über euch bringen. Seht die Liebe, welche die Tyrannen zu dem Vaterland haben, Morden und Brennen ist ihre Lust und wehrlose Menschen martern lassen (…) Es ist fast unbegreiflich, daß sich (…) Kinder gegen ihre Eltern von gewissen Personen belehren und aufhetzen lassen (…) mit dem Vorwand, man müsse Regenten haben. (…) Zuletzt betet man noch für die von Gottes Gnaden, welche mit Hurerei und allen Lastern bedeckt sind. (…)

Bemerken muß ich vor allem, daß auch ihr euer Scherflein beitragen sollt, wenn die Stunde der Befreiung schlägt. Warum können jene Meuchler Euch Eure Menschenrechte versprechen, wenn sie sehen, daß es um sie gilt? Warum muß erst das Blut ihrer Unterthanen fließen, warum geschieht dies nicht auf friedlichem, gerechtem Wege. Gott hat Fische, Vögel und alle Tiere geschaffen und nachdem dies fertig und der Mensch gebildet war, schenkte er letzterem alles und machte ihn so zum König. Da nun mehrere Menschen da sind, so muß freilich eine Regierung da sein, um Ordnung zu halten, aber keine sieben, acht und dreißig wie in Deutschland. (…) Laßt Euch nicht mehr betören, denn seht, sie bringen Euch durch schlechte Politik in die alte Falle und es wird schlimm mit Euch aussehen. Fordert Eure Menschenrechte, die der liebe Gott als ein gütiger Vater Euch gegeben, sonst verachtet Ihr seine Güte und er wird Euch strafen lassen. Will man es nicht im Guten, so braucht Gewalt, wie man an Euch tut.“

Der in die Schweiz geflüchtete Sprach- und Literaturwissenschaftler Heinrich Hattemer (1809–1849) drückte es 1849 in der Rede eines Teutschen Republikaners in der Fremde an seine Landsleute in der Heimath so aus:

„Mitbürger! Es bleibt Euch nur ein Mittel der Erlösung, das Mittel heißt Republik! Auf reicht den Völkern, den Franzosen die Hand, den Italienern die Hand, den Ungarn die Hand, den Polen die Hand! Auf! Erklärt den Fürsten den Krieg, den Völkern Friede und Bruderliebe! (…)

Ich will Euch nicht wiederholen, was seit den Tagen des Märzes sich unter Euren Augen zugetragen hat, was Ihr selbst gethan und gelitten habt. Eins steht fest: was Ihr wollt, das kann Euch nur die Republik gewähren! Wenn Ihr aber die Sache wollt, was zögert Ihr mit dem Namen? Wer den Kern der Nuß begehrt, muß die Schale zerbrechen. Laßt Euch nicht beirren von Leuten, die nicht ohne Fürsten leben können und um jeden Preis Unterthanen sein wollen. Eure Ehre, Euer Vortheil, Eure Ruhe und Sicherheit fordern die Republik!“

Die Spuren, die der katholische Pfarrer Peter Koser von 1869 bis 1890 in Gau-Algesheim hinterlassen hat, sind bis in die Gegenwart wahrzunehmen. In den zwei Jahrzehnten seiner Amtszeit beseitigt er den sozialen und kulturellen Modernitätsrückstand des „Ackerbürgerstädtchens“ gegenüber den Nachbargemeinden: Der von der Druckerei Reidel erstmals 1869 herausgegebene und von Pfarrer Koser redaktionell betreute „Rheinische Volksbote“ ist über Jahrzehnte ein regional bedeutendes Sprachrohr der katholischen Zentrumspartei Hessen. Eine Präparanden-Anstalt, von den Einheimischen „Lateinschul“ oder „Aljesemer Hochschul“ genannt, und eine Kinderbewahranstalt, ein Credit- und Sparverein auf genossenschaftlicher Basis sowie ein Bauern- und Konsumverein, und nicht zuletzt der Neubau der Katholischen Pfarrkirche St. Cosmas und Damian (Architekt: Max Meckel) und die Gründung einer Kirchenmusik im Jahre 1888 belegen das religiöse und gesellschaftspolitische Engagement von Peter Koser in einer Zeit politischer und weltanschaulicher Kämpfe. Bereits 1894 wurde eine Straße nach Koser benannt.
Als ein Relikt jener Zeitepoche hat sich auf dem berühmten Campo Santo Teutonico in Rom, direkt unterhalb der Kuppel des Petersdomes, der Porträt-Grabstein von Philippine Deister aus Gau-Algesheim (1837–1862) erhalten.

### 20. Jahrhundert
Die im 19. Jahrhundert begonnene Entwicklung der Stadt wird fortgesetzt durch die Eröffnung der strategischen Bahnstrecke Gau-Algesheim – Bad Münster am Stein – Homburg/Saar (1902), das Elektrizitätswerk der 1868 gegründeten chemischen Fabrik der Gebrüder Avenarius, das seit 1909 die Stadt mit Strom versorgt, den Neubau einer großzügig angelegten Volksschule (1909/1910), die Errichtung einer Landwirtschaftsschule mit angegliederter Haushaltsschule (seit 1920 in der Volksschule, ab 1924 im Schloss Ardeck), den Bau der evangelischen Gustav-Adolf-Kirche (1927) und der Markthalle des Obst- und Gartenbau-Vereins (1929).
Am 7. Januar 1913 entdeckt Franz Kaiser (* 1891; † 1962), der Wiesbadener Astronom und Schüler von Max Wolf, am Heidelberger Observatorium den Kleinasteroiden „1913QO“. 1926 gibt er ihm nach dem Geburtsort seiner Vorfahren väterlicherseits den Namen (738) Alagasta.
Mit dem anlässlich des Katholikentags 1920 in Würzburg gegründeten DJK-Sportverband entfaltet die katholische Jugend Gau-Algesheim eine breite kulturelle Wirkung: Fußball- und Handballmannschaften der DJK, ein Trommler- und Fanfarenkorps, eine Karnevals- und verschiedene Jugendgruppen. Unter dem Druck der Nationalsozialismus werden diese Gruppen aufgelöst und deren Mitglieder z. T. in die Staatsjugend oder bestehende Vereine eingegliedert.
Dass bereits 1922 im katholisch geprägten Gau-Algesheim eine Ortsgruppe der „Rheinischen Volksvereinigung“ besteht, resultiert aus ähnlichen Aversionen, wie sie in einer „Los-von-Berlin-Bewegung“ separatistischer Strömungen im ehemals preußischen Rheinland Gestalt annimmt. Dieser Gruppierung gehören weit mehr als 50 Bürger der Stadt an: Landwirte, Winzer, Beamte und Handwerksmeister. Vor allem der Exponent der Gau-Algesheimer Separatisten, der Weinhändler Heinrich Schweickert, ist nach dem Ende der „Rheinischen Republik“ im Oktober 1923 bis in die Zeit des Nationalsozialismus vielerlei Nachstellungen und Verfolgungsmaßnahmen ausgesetzt. Auch die 1933 ins KZ Osthofen verschleppten Gau-Algesheimer Zentrumsmitglieder finden sich durchweg auf einer „Separatistenliste“, wie sie in den frühen 20er Jahren entstanden ist und am 28. April 1933 in geänderter Form von der „Ingelheimer Zeitung“ veröffentlicht wird.
1931 wird Anton Trapp (* 1883; † 1967) erster hauptamtlicher Bürgermeister der Stadt, bis er 1933 aus dem Amt entfernt wird. Nach kurzer Zugehörigkeit zum rheinland-pfälzischen Landtag wird er im November 1947 zum Landrat des Kreises Bingen bestellt.
Anna Seghers’ Erzählung Agathe Schweigert in dem Band „Die Kraft der Schwachen“ zeichnet 1965 in poetischer Weise die kleine Welt der Kurzwarenhändlerin „Agathe Schweigert“ und ihres Heimatstädtchens Algesheim. Die schmächtige Frau schließt eines Tages ihr Geschäft, lässt den kleinen Ort hinter sich und bricht zu einer „großen Reise“ auf, um ihrem Sohn Ernst, der einer Widerstandsgruppe angehört und vor der Staatspolizei geflohen ist, ins Ausland zu folgen.

#### Drittes Reich
Noch in der Reichstagswahl vom 5. März 1933 zeigt sich die katholische Prägung der Stadt. Das Zentrum behauptet sich mit 46,6 % als stärkste Partei gegenüber der NSDAP mit 26,6 % (SPD 16,2 %, KPD 6,9 %). Nach der Auflösung bzw. dem Verbot der demokratischen Parteien und kirchlichen Verbände sowie der „Gleichschaltung“ der Vereine werden Gegner des Nationalsozialismus zunehmend isoliert und eingeschüchtert. Im Kontext der Auseinandersetzungen um das Reichskonkordat zwischen dem Deutschen Reich und der Kurie werden Mitglieder des Zentrums, aber auch zwei Sozialdemokraten, als „Separatisten und Vaterlandsverräter“ diffamiert, ins Konzentrationslager Osthofen eingeliefert. Bei Kriegsende müssen den ca. 80 Toten und Vermissten des Ersten Weltkrieges weitere ca. 200 Tote, Ermordete und Vermisste hinzugefügt werden.

#### Nachkriegszeit
An den 600. Jahrestag der Stadterhebung von 1355 erinnern die Festtage im Sommer 1955, die Höhepunkt und zugleich Abschluss der Phase des Wiederaufbaus und der Restauration der traditionellen Strukturen bilden. Die Straßenbrücke (B 41) über die Bahnlinie (1957), die Radsporthalle (1960), der neue katholische Kindergarten (1961) sowie die Erweiterung des Albertus-Hospitals (1962) und der Volksschule (1963) verändern innerhalb weniger Jahre das Gesicht der Stadt. Mit dem Umzug der Stadtverwaltung vom Rathaus am Marktplatz ins Schloss Ardeck kündigen sich 1969 die Folgen der Verwaltungsreform an, zu deren Ergebnissen der Regierungsbezirk Rheinhessen-Pfalz (1968), der Landkreis Mainz-Bingen (1969) und die Verbandsgemeinde Gau-Algesheim (1972) ebenso gehören wie Neubauten der Schloss-Ardeck-Grundschule (1979), der Schloss-Ardeck-Sporthalle (1981) oder der Realschule plus Christian Erbach (2003).
Das Leben in den zahlreichen Vereinen und die Geselligkeit sind in diesem historischen Fundament verankert: in den traditionellen Festen, der Wallfahrt auf den Laurenziberg am Sonntag, der dem Laurenzitag (10. August) am nächsten liegt, der Kerb um den Tag Maria Himmelfahrt (15. August), dem Fest des Jungen Weines am zweiten Wochenende im Oktober oder dem Weihnachtsmarkt am ersten Adventssonntag.

### Konfessionsstatistik
Mit Stand 30. Juni 2005 waren 54,7 % der Einwohner römisch-katholisch, 24,6 % evangelisch und 20,6 % waren konfessionslos oder gehörten einer anderen Glaubensgemeinschaft an. Derzeit (Stand 31. Dezember 2024) sind 38,1 % der Einwohner katholisch, 17,9 % evangelisch und 44,0 % sind konfessionslos oder gehören einer anderen Glaubensgemeinschaft an. Beide Konfessionen verzeichneten demnach im beobachteten Zeitraum erhebliche Mitgliederverluste.

### Einwohnerentwicklung
| Gau-Algesheim: Einwohnerzahlen von 2012 bis 2024 | Gau-Algesheim: Einwohnerzahlen von 2012 bis 2024 | Gau-Algesheim: Einwohnerzahlen von 2012 bis 2024 | Gau-Algesheim: Einwohnerzahlen von 2012 bis 2024 | Gau-Algesheim: Einwohnerzahlen von 2012 bis 2024 |
| ------------------------------------------------ | ------------------------------------------------ | ------------------------------------------------ | ------------------------------------------------ | ------------------------------------------------ |
| Jahr                                             |                                                  |                                                  |                                                  | Einwohner                                        |
| 2012                                             | 2012                                             |                                                  | 6.725                                            | 6.725                                            |
| 2015                                             | 2015                                             |                                                  | 6.762                                            | 6.762                                            |
| 2020                                             | 2020                                             |                                                  | 6.873                                            | 6.873                                            |
| 2024                                             | 2024                                             |                                                  | 6.606                                            | 6.606                                            |
| Quelle(n): statistik.rlp.de                      |                                                  |                                                  |                                                  |                                                  |

## Politik

### Stadtrat
Der Stadtrat in Gau-Algesheim besteht aus 22 Ratsmitgliedern, die bei der Kommunalwahl am 9. Juni 2024 in einer personalisierten Verhältniswahl gewählt wurden, und dem ehrenamtlichen Stadtbürgermeister als Vorsitzendem.
Die Sitzverteilung im Stadtrat:
| Wahl | SPD | CDU | Grüne | FDP | Gesamt   |
| ---- | --- | --- | ----- | --- | -------- |
| 2024 | 4   | 12  | 5     | 1   | 22 Sitze |
| 2019 | 5   | 10  | 6     | 1   | 22 Sitze |
| 2014 | 5   | 12  | 4     | 1   | 22 Sitze |
| 2009 | 6   | 12  | 3     | 1   | 22 Sitze |
| 2004 | 6   | 13  | 2     | 1   | 22 Sitze |

### Stadtbürgermeister seit 1816
Die Stadtbürgermeister seit 1816:
- Rudolf Eickemeyer, 1815–1821
- Quirin Ewen II., 1822–1846
- Quirin Ewen III., 1847–1874
- Theobald Ewen, 1875–1880
- August Kleisinger, 1880–1909
- Quirin Theobald Hattemer, 1909–1930
- Anton Trapp, 1931–1933
- Wilhelm Diehl, 1933 (komm.)
- Erich Best, 1933–1945
- Franz-Josef Heinrich, 1945 (komm.)
- Josef Deister, 1945–1946
- Wilhelm Bischel, 1946–1969
- Heinrich Hessel, 1969–1974
- Franz Josef Bischel, 1974–1984
- Gerhard Görres, 1984–1989
- Clausfriedrich Hassemer, 1989–2004
- Dieter Faust (CDU), 2004–2019
- Michael König (CDU), seit 2019

Bei der Kommunalwahl am 26. Mai 2019 wurde Michael König mit einem Stimmenanteil von 62,66 % gewählt, die Amtseinführung erfolgte am 14. August 2019. Der bisherige Amtsinhaber Dieter Faust war nicht mehr zur Wiederwahl angetreten. Bei der Bürgermeisterwahl am 9. Juni 2024 wurde König bei einer Wahlbeteiligung von 69,8 % mit 79,7 % der Stimmen als einziger Kandidat in seinem Amt bestätigt.

### Städtepartnerschaften
Die Reihe der Partnerschaften wird 1964 – ein Jahr nach Unterzeichnung des Deutsch-Französischen Vertrages – mit Saulieu/Côte d’Or begonnen. Nach einem Treffen der beiden Bürgermeister Wilhelm Bischel und Marcel Roclore reist eine Gruppe der Katholischen Jugend zu einem Zeltlager nach Burgund. Die häufigen Begegnungen mündeten 1972 in die Besiegelung der Partnerschaft mit der französischen Stadt im Morvan. Parallel zur fortschreitenden europäischen Integration entwickelten sich weitere Partnerschaften. Auch die partnerschaftlichen Verbindungen zu Caprino Veronese in der Provinz Verona (1984), Redford in Michigan (USA) oder zu Neudietendorf und Stotternheim in Thüringen (1990), zu Bischofsmais/Bayern (2010) oder 2015 zum böhmischen Hořovice (Horschowitz) stets als Kontakte Einzelner oder von Gruppen, ehe die offiziellen Verbindungen geknüpft werden. Besondere Impulse setzte hierbei die Gesellschaft für internationale Verständigung e. V., der örtliche Partnerschaftsverein. Für die engagierte und vielfältige Pflege der Partnerschaften wurde Gau-Algesheim mehrfach durch den Europarat mit dem Europapreis ausgezeichnet: 1994 mit dem Europadiplom, 1995 mit der Ehrenfahne und 2007 mit der Ehrenplakette.

## Infrastruktur

### Öffentlicher Personenverkehr
Gau-Algesheim liegt an den Bahnstrecken in Richtung Linken Rheinstrecke und hat über die Bahnstrecke Gau Algesheim–Bad Kreuznach Anschluss an die Nahetalbahn. Der Bahnhof Gau-Algesheim ist ein Trennungsbahnhof. Mehrere Regionalbahnlinien nach Mainz bzw. Bingen/Idar-Oberstein halten hier. Darüber hinaus wird Gau-Algesheim von der ORN-Linie 643 befahren, die die Stadt unter anderem mit Ingelheim, Ober-Hilbersheim und Ockenheim verbindet.

### Straßenverkehr
Über die Anschlussstelle Bingen Ost bzw. Ingelheim West ist die Autobahn A 60 erreichbar.
Die Wahrzeichen der Stadt sind noch immer das Ensemble von Katholischer Pfarrkirche, Rathaus, Bürgerhäusern und Marktplatz, das Schloss Ardeck, der Graulturm und die Evangelische Kirche.
Neben den örtlichen Bildungseinrichtungen gibt es in der Nachbarschaft die Albert-Schweitzer-Schule mit dem Förderschwerpunkt Lernen, die Kaiserpfalz-Realschule plus, das Sebastian-Münster-Gymnasium und die Integrierte Gesamtschule Kurt Schumacher in Ingelheim am Rhein, schließlich das Stefan-George-Gymnasium und die private Hildegardisschule in Bingen am Rhein. Staatliche Berufsbildende Schulen unterhält der Landkreis Mainz-Bingen in Bingen und Ingelheim.
Im Schloss Ardeck befindet sich seit 2002 das Rheinhessische Fahrradmuseum. Es ist von Ostern bis zum Fest des jungen Weines am 2. Oktobersonntag an allen Sonn- und Feiertagen von 14 bis 18 Uhr geöffnet.
Seit Ende 2005 ist das neue regionale Erlebnisbad „Rheinwelle“ an der L 419 auf Gau-Algesheimer Gebiet geöffnet. Es wird gemeinsam von Gau-Algesheim, Ingelheim und Bingen betrieben.

## Bildungseinrichtungen
- Katholischer Kindergarten St. Nikolaus, Ganztagsbetreuung
- Städtischer Schloss Ardeck Kindergarten, Ganztagsbetreuung, Mensa
- Schloss Ardeck Grundschule, Ganztagsschule in Angebotsform, Mensa[25]
- Christian Erbach Realschule plus, Schwerpunktschule für Integration, Ganztagsschule in Angebotsform, Mensa[26]
- Volkshochschule[27]

## Museen
- Das Stadtmuseum dokumentiert und präsentiert Informationen und Exponate zur Geschichte Gau-Algesheims im „Raum der Geschichte“ in der Rathausscheune,[28] betreut durch die Carl-Brilmayer-Gesellschaft e. V.[29]
- Rheinhessisches Fahrradmuseum im Schloss Ardeck
- Gedenkstätte für Opfer der NS-Diktatur, von Rassismus und Verfolgung in der Laurenzikirche[30]

## Sport und Freizeit

### Sportstätten
- Schloss Ardeck Sporthalle der Verbandsgemeinde, Schlossgasse 14
- Radsporthalle des RSV 1898, Appenheimer Straße 51
- Regionalbad „Rheinwelle“, Binger Straße/L 419
- Städtischer Sportpark, Binger Straße
- Turnhalle des TV Eintracht 1880, Appenheimer Straße 5

### Sportvereine
- Turnverein „Eintracht“ 1880 e. V.: Allgemeines Turnen, Leistungsturnen, Gymnastik für alle Altersgruppen, Badminton und Volleyball, Abenteuersport, Aikido, Nordic Walking, Pilates, QiGong, Showtanz, Step-Aerobic, Taekwondo, Wandern, Yoga; eigene Turnhalle[31]
- Radsportverein 1898 e. V.: Kunstradsport, Radball, Einradfahren, Radwandern, jährliches Volksradfahren am 2. Sonntag im September seit 1975, Car&Bike-Tour am 1. Sonntag in den Sommerferien; eigene Radsporthalle, Rheinhessisches Fahrradmuseum[32]
- Sportvereinigung 1910 e. V.: Fußball, Hockey, Leichtathletik, Tanzen, Tennis, Trendsport, Walking und Ausgleichsgymnastik
- Schachklub 1947 e. V.: mit fünf Mannschaften einer der größten und erfolgreichsten Schachvereine in Rheinhessen[33]
- Leichtathletikvereinigung 1988 e. V.: Breitensport, Training, Wettkämpfe und Freizeitaktivitäten im Jugendbereich

Weitere Sportvereine
- Automobilclub 1962 e. V. im ADAC
- Vereinigte Kegelfreunde 1963 e. V.
- Angelsportverein von 1968 e. V.
- Albatros Modellfluggruppe 1981 e. V.
- Boulefreunde 1997

### Rad- und Wanderwege
- Der geoökologische Lehrpfad[34]
- Dreibächeweg[35]
- Obstroute[36]
- Rundweg Gau-Algesheimer Kopf[37]
- Rundweg Rabenschule[38]
- Radtouren rund um Gau-Algesheim[39]

## Persönlichkeiten

### Töchter und Söhne der Stadt
- Peter Bischof (* um 1430; † nach 1480), Baumeister („statt murer“) und Bildhauer in Neuhausen und Straßburg
- Christian Erbach (* zwischen 1568 und 1573; † 1635), Organist und Komponist
- Johann Jakob Hauer (* 1751; † 1829), Maler aus der Schule von Jacques-Louis David, 1792/93 als Kapitän der Nationalgarde Kommandant des Bataillons der „Section des Cordeliers“ in Paris
- Wilhelm Hemmes (* 1840; † 1925), Lehrer und Direktor der Unterrichtsanstalt für Taubstumme und Taubstummenlehrer in Bensheim
- Franz-Josef Hassemer (* 1840; † 1909), deutsch-italienischer Bankier
- Richard Bieling (* 1888; † 1967), Arzt und Virologe, ehemaliger Vorstand des Hygienischen Institutes der Universität Wien
- Heinrich Vogt (* 1890; † 1968), Astronom und theoretischer Astrophysiker, bekannt vor allem durch den nach ihm benannten Vogtschen Eindeutigkeitssatz
- Martin Hassemer (* 1912; † 1985), Bundesbahndirektor, Repräsentant der heimischen Dichtung und Fassenacht
- Rolf Rein (* 1929), Politiker, Erster Landrat des Landkreises Alzey-Worms
- Franz Josef Bischel (* 1938; † 2021), Politiker, 1974–1984 Stadtbürgermeister von Gau-Algesheim
- Winfried Hassemer (* 1940; † 2014), Strafrechtswissenschaftler und ehemaliger Vizepräsident des Bundesverfassungsgerichts
- Karlheinz Bührmann (* 1940), Stadtverordneter, CDU-Fraktionsvorsitzender und Stadtverordnetenvorsteher (2001–2011) in Frankfurt am Main
- Stephan Wald (* 1951), Kabarettist, Schauspieler und Stimmenimitator (vor allem Helmut Kohl)
- Thomas Feser (* 1965), Politiker (CDU), seit 2012 Oberbürgermeister der Stadt Bingen
- Hilli Hassemer (* 1966), freischaffende Künstlerin mit Atelier in Düsseldorf
- Elisabetha (Betti) Mayer, geb. Nathan, war die Mutter von Leopold Mayer, alias Léo Maillet (* 1902; † 1990), ein deutsch-schweizerischer Maler und Radierer des deutschsprachigen Exils, der erstmals 1994 durch eine Ausstellung von Erich Hinkel in Gau-Algesheim bekannt gemacht wurde[40].

### Personen in Verbindung mit Gau-Algesheim
- Alfons Molitor (* 1940; † 2011), Dialektdichter, Journalist und Karnevalist
- Volker Hassemer (* 1944), Mitglied des Berliner Abgeordnetenhauses, Senator für Stadtentwicklung und Umweltschutz sowie Senator für kulturelle Angelegenheiten unter den Regierenden Bürgermeistern Richard von Weizsäcker und Eberhard Diepgen
- Tanja Dickenscheid (* 1969), deutsche Hockeyspielerin und dreifache Olympiateilnehmerin 1992–2000
- Nina Dulleck (* 1975), Illustratorin einiger Kinderbücher des Autors Paul Maar
- Lisa Hattemer (* 1992), Deutsche Juniorenmeisterin 2008 und 2010, Europameisterin 2009 und 2010, Weltmeisterin 2016 in Einer-Kunstfahren

### Persönlichkeiten der Stadtgeschichte
- Johann Bernhard, Johannes Bernhardi, genannt Hochstein oder Algesheimer (* um 1500; † 1551), Pfarrer in Gau-Algesheim 1523
- Rudolf Eickemeyer (* 1753; † 1825), Wissenschaftler und Soldat, Maire und Bürgermeister in Gau-Algesheim,
- Peter Koser (* 1834; † 1891), katholischer Pfarrer in Gau-Algesheim von 1869 bis 1889
- Richard Ernst Abundius Avenarius (* 1840; † 1917), Chemiker und Unternehmer, Kommerzienrat, Gründer der Firma Gebr. Avenarius in Gau-Algesheim
- Karl Johann Brilmayer (* 1843; † 1905), katholischer Priester, Schulrat und rheinhessischer Heimatforscher
- Georg Heinrich Maria Kirstein (* 1858; † 1921), katholischer Pfarrer in Gau-Algesheim von 1890 bis 1902, Bischof von Mainz von 1904 bis 1921
- Heinrich Avenarius-Herborn (* 1873; † 1955), Chemiker und Fabrikant, Ehrenbürger von Gau-Algesheim
- Karl Bechert (* 1901; † 1981), Physiker und Politiker (MdB), Mit-Initiator des Krefelder Appells
- Heinz-Egon Rösch (* 1931), Sportpädagoge und Sporthistoriker, Initiator und Spiritus rector des rheinhessischen Fahrradmuseums
- Ludwig Hellriegel (* 1932; † 2011), katholischer Pfarrer in Gau-Algesheim von 1979 bis 1997 und Kirchenhistoriker